# Aboubakar Kamara
Aboubakar Kamara, född 7 mars 1995 i Gonesse, Frankrike, är en mauretansk fotbollsspelare (anfallare) som spelar för Al Jazira. Han spelar även för Mauretaniens landslag.

## Landslagskarriär
Aboubakar Kamara debuterade för Mauretaniens landslag den 26 mars 2021 i en 0–0-match mot Marocko.